# Chiesa dei Santi Quirico e Giulitta (Melide)

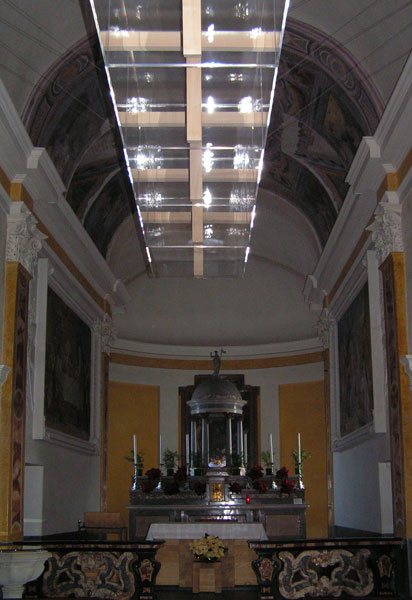
L'interno

La chiesa parrocchiale dei Santi Quirico e Giulitta è un luogo di culto cattolico che si trova a Melide, sulla sponda destra del Ceresio.

## Storia
Recenti scavi archeologici hanno evidenziato che l'origine della struttura è da ricercarsi nel VII secolo. Nel IX secolo venne ampliata in una chiesa absidata, nell'XI secolo venne ampliata verso ovest e si costruì il campanile. Nel 1525 infine la chiesa venne completamente ricostruita. Nel 1834 venne costruito il coro.

## Descrizione

### Arte e architettura
La chiesa ha una pianta a tre navate, sovrastate da una volta a botte (quella centrale) e a crociera (quelle laterali). Le due cappelle che si aprono ai lati della navata orientale sono sormontate ognuna da una cupola.

### Organo a canne
Sull'apposita cantoria in controfacciata, si trova l'organo a canne Mascioni opus 1174, costruito nel 2006.
Lo strumento, a trasmissione integralmente meccanica, ha due tastiere di 56 note ciascuna ed una pedaliera concava di 30. La sua mostra è formata da 29 canne del registro di Principale 8' con bocche a mitria allineate, disposte in una cuspide centrale di cinque canne e due ali laterali di dodici disposte in campi di nove, verso l'esterno, e di tre, verso l'interno.